# Who I Am (álbum de Alan Jackson)
| Críticas profissionais        | Críticas profissionais                      |
| Avaliações da crítica         | Avaliações da crítica                       |
| Fonte                         | Avaliação                                   |
| ----------------------------- | ------------------------------------------- |
| Allmusic                      | [ 1 ]                                       |
| Entertainment Weekly          | B                                           |
| Los Angeles Times             | (26 de Jun. de 1994) · (27 de Nov. de 1994) |
| The Rolling Stone Album Guide | [ 5 ]                                       |

Who I Am é o quarto álbum de estúdio do cantor country Alan Jackson. O álbum foi lançado em 28 de junho de 1994 por meio da Arista Records. Apresenta os singles número um "Summertime Blues", "Gone Country", "Livin' on Love", e "I Don't Even Know Your Name", bem como o #6 "Song for the Life".

## Lista de faixas
1. "Summertime Blues" (Jerry Capehart, Eddie Cochran) – 3:12
2. "Livin' on Love" (Alan Jackson) – 3:49
3. "Hole in the Wall" (A. Jackson, Jim McBride) – 3:33
4. "Gone Country" (Bob McDill) – 4:20
5. "Who I Am" (Harley Allen, Mel Besher) – 2:46
6. "You Can't Give Up on Love" (A. Jackson) – 3:06
7. "I Don't Even Know Your Name" (A. Jackson, Ron Jackson, Andy Loftin) – 3:49
8. "Song for the Life" (Rodney Crowell) – 4:32
9. "Thank God for the Radio" (Max D. Barnes, Robert John Jones) – 3:19
10. "All American Country Boy" (Charlie Craig, Keith Stegall) – 3:18
11. "Job Description" (A. Jackson) – 4:41
12. "If I Had You" (A. Jackson, McBride) – 3:33
13. "Let's Get Back to Me and You" (A. Jackson) – 2:52

Nota: Na parte de trás do álbum, "Let's Get Back to Me and You" está listada como a faixa #14, sem a #13 na embalagem. Uma mensagem curta no verso diz: "É isso mesmo pessoal, eu sou apenas um pouco supersticioso - AJ."

## Desempenho nas paradas
Who I Am  alcançou a posição #5 na U.S. Billboard 200, e #1 na Top Country Albums vendendo 102 mil cópias, tornando-se seu segundo álbum country # 1. Em janeiro de 1999, Who I Am foi certificado  4× Platinum pela Recording Industry Association of America.
| Paradas (1994)                    | Melhor posição |
| --------------------------------- | -------------- |
| U.S. Billboard 200                | 5              |
| U.S. Billboard Top Country Albums | 1              |
| Canadian RPM Top Albums           | 8              |
| Canadian RPM Country Albums       | 1              |

| Região         | Certificadora | Certificação | Vendas     |
| -------------- | ------------- | ------------ | ---------- |
| Estados Unidos | RIAA          | 4 x Platinum | 4,000,000+ |

### Singles
| Ano  | Single                        | Melhor posição nas paradas | Melhor posição nas paradas | Melhor posição nas paradas |
| Ano  | Single                        | US Country                 | US Bubbling                | CAN Country                |
| ---- | ----------------------------- | -------------------------- | -------------------------- | -------------------------- |
| 1994 | "Summertime Blues"            | 1                          | 4                          | 1                          |
| 1994 | "Livin' on Love"              | 1                          | 1                          | 1                          |
| 1994 | "Gone Country"                | 1                          | —                          | 2                          |
| 1995 | "Song for the Life"           | 6                          | —                          | 11                         |
| 1995 | "I Don't Even Know Your Name" | 1                          | —                          | 4                          |